# نهاية متتالية

المتتالية التي قيم حدودها تساوي محيط متعددي الأضلاع المنتظمة والتي عدد أضلعها هو n والتي تحيط بالدائرة الوحدة أو التي الدائرة الوحدة تحيط بها، لها نهاية تساوي محيط الدائرة ذاتها، أي.

في الرياضيات، نهاية متتالية هي القيمة التي تتقارب إليها قيم أعضاء هذه المتتالية. وإذا كانت قيم أعضاء المتتالية تتقارب إلى قيمة محددة نقول أن تلك المتتالية «منتهية». إذا كانت المتتالية منتهية فتوجد لها نهاية، أما إذا كانت المتتالية غير منتهية (مثل متتالية الأعداد الطبيعية) فلا توجد لها نهاية. وكما توجد نهايات لبعض الدوال فإنه توجد أيضا نهايات لبعض المتتاليات. دراسة نهايات المتتاليات مهمة لأنها تسمح بدراسة متتاليات الدالات في فضاء متجهات وهذا مهم في حل المعادلات التفاضلية الجزئية.

## الأعداد الحقيقية

### تعريف

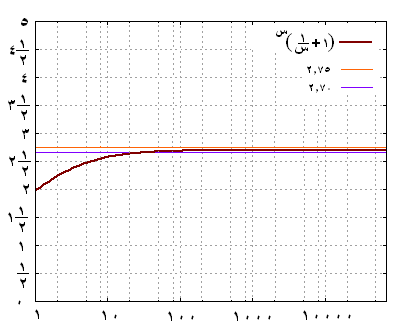
متتالية أويلر

يكون العدد الحقيقي x، نهاية للمتتالية xn إذا توفر الشرط التالي:

بالنسبة لأي عدد ε> 0، يوجد عدد طبيعي N حيث لكل عدد {\displaystyle n\geq N}، تتحقق المتراجحة {\displaystyle |x_{n}-x|<\epsilon }.

### أمثلة
يظهر في الشكل رسم بياني لدالة مطابقة للمتتالية {x n} = (1+1/n)n وهي نهاية منتهية ونهايتها
نها n ← ∞  {xn} == نها x ← ∞  (1+1/n)n == 2٫7182818
يمثل الخطان القرمزى والبرتقالى مسافة هـ من قيمة المتتالية عند نقطة (n، xn).

### خصائص
نهايات المتتاليات تتصرف بشكل طبيعي عندما يتعلق الأمر بالعمليات الحسابياتية. إذا توفر الشرطان {\displaystyle a_{n}\to a} و{\displaystyle b_{n}\to b}، فإن {\displaystyle a_{n}+b_{n}\to a+b} و{\displaystyle a_{n}b_{n}\to ab}، وإذا لم يكن b مساويا للصفر ولم تكن أي قيمة ل{\displaystyle b_{n}} مساوية الصفر، فإن {\displaystyle a_{n}/b_{n}\to a/b}.
و يلاحظ تطابق خواص نهايات المتتاليات مع مثيلاتها من خواص نهايات الدالات وكذلك خواص الاشتقاقات.
إذا كانت f دالة متصلة، وتوفر {\displaystyle x_{n}\to x}، فإن {\displaystyle f(x_{n})\to f(x)}. بالفعل، تكون دالة ما متصلةً إذا وفقط إذا كانت تحافظ على نهايات المتتاليات.

## الفضاءات الطوبولوجية

### تعريف
لنفرض وجود x1, x2,... بشكل متتالية من العناصر في الفضاء الطوبولوجي T.
نقول أن Lالمتمية ل;T هي نهاية هذه المتساسلة ونكتب
'نها'س ← ∞   س ن = ل 
{\displaystyle \lim _{n\to \infty }x_{n}=L}
إذا وفقط إذا كان :
من أجل كل جوار S من L يوجد هناك رقم N بحيث xn ينتمي ل;S من أجل كل قيمة ل n>N.